# Janez Drnovšek
Janez Drnovšek (Celje (Eslovènia), 17 de maig de 1950 – Zaplana (Eslovènia), 23 de febrer de 2008) fou un polític liberal eslovè, tot i que fins al 1990 pertanyia a la Lliga dels Comunistes de Iugoslàvia. Fou president de la Presidència de Iugoslàvia (1989–1990), i, després de la dissolució de la Federació, primer ministre (1992–2002) i president d'Eslovènia (2002–2007).